# Lactuca watsoniana
Lactuca watsoniana é uma espécie de plantas  pertencente à família Asteraceae, endémica das ilhas dos Açores onde é conhecida pelo nome popular de alfacinha. Surge nas ilhas Terceira, São Miguel, São Jorge, Pico e Faial.